# Gibraltar House
Gibraltar House (Casa de Gibraltar), es la oficina de representación del Gobierno de Su Majestad de Gibraltar en Londres. Funciona como un consulado informal, centro de información turística sobre el territorio británico de ultramar de Gibraltar y se ocupa de las necesidades de los pacientes enviados por la Autoridad Sanitaria de Gibraltar (GHA) para recibir tratamiento médico en el Reino Unido.

## Historia
La primera Gibraltar House, una pequeña oficina de turismo, fue inaugurada en Northumberland Avenue, Londres, a principios de los años 1970. La primera directora fue Helen Gordon. Una Oficina de Turismo de Gibraltar se abrió posteriormente en Trafalgar Square, bajo el mando de John Joe Gomez. Poco después, se abrió una oficina mucho más grande en 179 Strand, dirigida por Jose Rosado y más tarde por Richard Garcia. En 1989, Albert Poggio asumió el cargo de director, el cual ocupa hasta la actualidad (fue sustituido brevemente por Peter Canessa entre 2011 y 2012). En 2009, la Casa de Gibraltar se trasladó a su ubicación actual en 150 Strand.
Aunque Albert Poggio no ha llegado a la dirección de la casa hasta 1989, desde 1969 que ha postulado la creación de un "centro social" en Londres, gracias al trabajo que desarrolló como presidente del Grupo de Gibraltar, el cual congregó expatriados gibraltareños en Londres.